# Кунаш
Кунаш, Люнур — река в России, протекает в Тонкинском районе Нижегородской области. Устье реки находится в 173 км по левому берегу реки Усты. Длина реки составляет 13 км.
Исток реки находится у нежилой деревни Ларионовское в 23 км к юго-западу от посёлка Тонкино. Река течёт на северо-восток, протекает деревни Коршуново и Ипатово. Впадает в Усту выше деревни Прытково.

## Данные водного реестра
По данным государственного водного реестра России относится к Верхневолжскому бассейновому округу, водохозяйственный участок реки — Ветлуга от города Ветлуга и до устья, речной подбассейн реки — Волга от впадения Оки до Куйбышевского водохранилища (без бассейна Суры). Речной бассейн реки — (Верхняя) Волга до Куйбышевского водохранилища (без бассейна Оки).
Код объекта в государственном водном реестре — 08010400212110000043120.